# IMakr
iMakr hoạt động hai trong số các địa điểm vật lý lớn nhất cho in 3D ở cả London và New York,
Vào tháng 5 năm 2016, iMakr đã ra mắt UrbanManufacturing, một dịch vụ mới cho phép in 3D theo yêu cầu, quét 3D và dịch vụ thiết kế.
Công ty cũng cung cấp hỗ trợ bán hàng trực tuyến và qua điện thoại cho khách hàng in 3D của mình và đảm bảo rằng mỗi sản phẩm trong kho được kiểm tra và phê duyệt bởi các kỹ sư trực tuyến.

## Lịch sử

### Thành lập

Cửa hàng iMakr London

iMakr được thành lập vào tháng 4 năm 2013 với việc khai trương cửa hàng đầu tiên ở trung tâm London trên đường Clerkenwell. Cửa hàng in 3D lớn nhất, cửa hàng bao gồm hai tầng và chuyên bán máy in 3D, máy quét 3D, sợi và phụ kiện. Không gian cũng tổ chức các sự kiện, hội thảo, đào tạo, in 3D tại chỗ và hơn thế nữa.

### Sự bành trướng
Tiếp nối thành công của cửa hàng London đầu tiên của mình, công ty đã mở một cửa hàng hàng đầu thứ hai ở Manhattan vào tháng 6 năm 2014.

### MyMiniFactory
Vào tháng 6 năm 2013, iMakr đã khởi chạy MyMiniFactory, một trang web dành riêng cho việc chia sẻ miễn phí các tệp có thể in 3D.

### Digical Show
Vào ngày 30 tháng 9 năm 2016, công ty sẽ tổ chức chương trình Digical Show đầu tiên - một sự kiện nhằm mục đích khám phá những đường mờ giữa in ấn vật lý và 3D và thế giới quét 3D. Sự kiện này sẽ tập hợp các công nghệ và tiến bộ mới nhất trong in 3D và quét 3D và cho phép các chuyên gia cũng như những người đam mê in 3D giống nhau để tìm hiểu thêm.

## Các sản phẩm
iMakr mang một lựa chọn lớn các máy in 3D phù hợp cho người có sở thích, học tập giáo dục, phát triển sản phẩm và hơn thế nữa. Máy in 3D mà họ hiện cung cấp bao gồm B9 Creator, Cubicon, Delta Wasp, Flashforge, Makerbot, MiiCraft, Raise3D và một mảng khác. Máy quét 3D, phần mềm, sợi và các phụ kiện in 3D khác như bàn nhiệt, bộ lọc, cảm biến và nền tảng nâng lên cũng có thể được mua.

## Dịch vụ
UrbanManufacturing là một dịch vụ chuyển thiết kế 3D từ giai đoạn khái niệm sang giai đoạn sản xuất với cácdịch vụ in mới theo yêu cầu, quét theo yêu cầu và thiết kế theo yêu cầu có sẵn tại Cửa hàng London. Bất kỳ dự án nào cũng có thể được thực hiện với dịch vụ mới này vì cửa hàng iMakr cung cấp một loạt các máy in lắp ráp 3D, các kỹ sư chuyên gia, nhà thiết kế và nhà sản xuất 3D.
Vào cuối năm 2013, iMakr hợp tác với Selfridges để tổ chức một cửa hàng mở trong kỳ nghỉ lễ nơi khách hàng có thể tạo tác phẩm điêu khắc thu nhỏ của chính họ. Ngoài ra vào tháng 10 năm 2014, công ty đã hợp tác với cửa hàng bách hóa Pháp Le Bon Marché, để cung cấp cho khách hàng nến in 3D có mùi thơm và ra mắt sản phẩm độc quyền tại Harvey Nichols ở Knightsbridge, nơi khách hàng nhận được khuôn in 3D sô cô la của chính họ.
Các dịch vụ khác được cung cấp bởi iMakr bao gồm dịch vụ quét 3D, tham vấn và các buổi đào tạo in ấn 3D miễn phí hàng tuần. Một trong những dịch vụ quét bao gồm Mini-You, một dịch vụ mà nhóm có thể in các bức tượng màu đầy đủ của khách hàng. iMakr cũng cung cấp các sự kiện và triển lãm thường xuyên, nơi họ trình diễn in 3D trong một nỗ lực để giúp mọi người hiểu công nghệ này có thể làm gì cho họ và những tác động tương lai của nó.